# Capcom
Capcom Co., Ltd. (japanski: 株式会社カプコン, Hepburn: Kabushiki-gaisha Kapukon), ili samo Capcom, je japanski izdavač videoigara, najviše je poznat po masovno-prodavanim franšizama kao što su Mega Man, Resident Evil i Street Fighter. Originalno osnovan u 1983., Capcom je međunarodno poduzeće s podružnicama i ovisnim društvima u Sjevernoj Americi, Europi i Istočnoj Aziji.